# Paralimnophila aurantiipennis
Paralimnophila aurantiipennis là một loài ruồi trong họ Limoniidae. Chúng phân bố ở miền Australasia.